# Martin Detschew
Martin Detschew (auch Martin Dechev geschrieben, bulgarisch Мартин Дечев; * 12. April 1990; † 21. Dezember 2024) war ein bulgarischer Fußballspieler. Der rechte Verteidiger spielte zuletzt bei Slawia Sofia.

## Karriere
Detschew begann seine Karriere in der Jugend von ZSKA Sofia. 2009 wurde er an Lokomotive Mesdra verliehen. Dort gab er sein Debüt in der höchsten bulgarischen Spielklasse. Im Spiel gegen Litex Lowetsch am 8. August 2009 spielte er durch. Im Laufe der Saison kam er auf einen weiteren Einsatz. Mesdra wurde 14. und stieg ab. Daraufhin kehrte er zu seinen Stammklub zurück und war seit Sommer 2010 wieder im Kader von ZSKA. Bei ZSKA kam er nur selten zum Einsatz und wurde Anfang 2011 für ein halbes Jahr an Ludogorez Rasgrad in die B Grupa ausgeliehen.
Im Sommer 2012 verließ Detschew ZSKA und wechselte zu Tscherno More Warna. Nachdem er dort die ersten sieben Spiele in der Saison 2012/13 zum Stammpersonal gehört hatte, wurde er in der folgenden nur noch selten berücksichtigt. Anfang 2013 schloss er sich Ligakonkurrent PFK Montana an. Mit seinem neuen Klub musste er am Saisonende absteigen. Er blieb dem Klub auch eine Liga tiefer erhalten. Anfang 2014 wechselte er innerhalb der B Grupa zu Witoscha Bistriza und war von Sommer 2015 bis Sommer 2016 bei Slawia Sofia unter Vertrag. 
Er starb im Dezember 2024 im Alter von 34 Jahren während eines Benefiz-Spiels.